# Kalkhennep

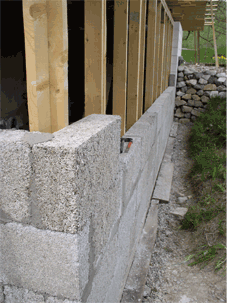
Constructie gemaakt van kalkhennep

Kalkhennep is biologisch samengesteld materiaal, een mengsel van hennepvezels of -korrels en kalk gebruikt als materiaal voor bouw en isolatie. Het wordt onder verschillende namen verkocht.

## Toepassing
Kalkhennep is te verwerken zoals traditionele kalkmixen en werkt als een isolator en vochtregulator. Het heeft niet de brosheid van beton en heeft derhalve geen dilatatievoegen nodig. Het is een lichtgewicht isolatiemateriaal voor de meeste klimaten, dat isolatie en thermische massa combineert.
De typische druksterkte is 1 MPa, ongeveer 1/20 van beton dat in de bouw gebruikt wordt. Het heeft een lage dichtheid en is breukbestendig bij bewegingen, waardoor het geschikt is voor gebruik in aardbevingsgebieden. Vanwege de lage druksterkte moeten kalkhennepmuren worden gebruikt in een dragende constructie van een ander, sterker materiaal.
Het materiaal kan variëren in porositeit. Om groter gewicht te kunnen dragen kan een hogere dichtheid worden gekozen; hol of lichter materiaal is aanpasbaar voor leidingen en bekabeling.
Kalkhennep is ook in printbare vorm inzetbaar.

## Ecologische aspecten
Zoals andere plantaardige producten absorbeert hennep tijdens de groei CO2 uit de atmosfeer - ongeveer 4 keer zoveel als bomen - en heeft een negatieve (gunstige) CO2-voetafdruk. Theoretisch kan 165 kg koolstof worden geabsorbeerd in 1 m³ kalkhennep tijdens de productie. Bovendien absorbeert de kalk tijdens het uitharden waarbij het overgaat in kalksteen, ook nog eens CO2. De productie van kalk uit kalksteen vraagt echter veel energie en geeft dan weer CO2 vrij aan de atmosfeer.
Hennep groeit snel (3 meter in 3 maanden) op verschillende soorten grond met dicht gebladerte en hoge plantdichtheid. Hierdoor is het geschikt als rotatiegewas waardoor boeren minder pesticiden tegen onkruid hoeven te gebruiken. Er is geen pesticide en kunstmest nodig voor de plant zelf, het put de grondvoeding niet uit en parasieten worden verdrongen. Door diepe wortelgroei (tot 2 meter) wordt erosie tegengegaan.

## Brandweerstandsgraad
De brandwerendheid bedraagt 1 uur bij de EU-norm.

## Geluidsisolatie
- basiswand + hennepwol 30 mm (30–42 kg/m³): geluidsisolatie (Rw) = 50 dB.
- hennepblok dikte 300mm, bepleisterd aan 1 zijde (300–350 kg/m³): Rw = 43 dB.[2]
- hennepblok dikte 360mm, bepleisterd aan 1 zijde (300–350 kg/m³): Rw = 44 dB.[2]

## Publicaties
- (en) The Hempcrete Book, Designing and Building with Hemp-Lime (William Stanwix, Alex Sparrow) ISBN 9780857842244 (2014)
- (en) Essential Hempcrete Construction (Chris Magwood) ISBN 9781550926132 (2016)
- (en) Hemp: A New Crop with New Uses for North America (Small, E. and D. Marcus)(2002)[3]
- (fr) ISOHemp: Prévision d'incendice d'affaiblissement acoustique by Groupe Gamba.